# Драјајх
Драјајх (њем. Dreieich) град је у њемачкој савезној држави Хесен. Једно је од 13 општинских средишта округа Офенбах. Посједује регионалну шифру (AGS) 6438002.

## Географски и демографски подаци
Драјајх се налази у савезној држави Хесен у округу Офенбах. Град се налази на надморској висини од 140 метара. Површина општине износи 53,3 км². У самом граду је, према процјени из 2010. године, живјело 40.432 становника. Просјечна густина становништва износи 759 становника км².

## Међународна сарадња
| Мјесто     | Држава               | Врста сарадње | Од    |
| ---------- | -------------------- | ------------- | ----- |
| Ојстервејк | Холандија            | партнерство   | 1972. |
| Блајсвејк  | Холандија            | партнерство   | 1974. |
| Стафорд    | Уједињено Краљевство | партнерство   | 1981. |
|            | Француска            | партнерство   | 1963. |
| Жоинвиле   | Француска            | партнерство   | 1974. |
| Извор      |                      |               |       |